# アジア太平洋貿易協定
アジア太平洋貿易協定（Asia-Pacific Trade Agreement, APTA）は、以前はバンコク協定 として知られ、1975年に署名された。2005年11月2日に改名された。これはアジア太平洋地域における最古の貿易協定である。APTAの締結国はバングラデシュ、中国、インド、ラオス、モンゴル、韓国、スリランカの7カ国である。 APTA協定は2億9,120万人の市場を占有し、この大きな市場の規模は2015年度から2016年度の国内総生産（GDP）で1億4,615億6,600万米ドルを占めている。 APTAの主要な目的は、7つのすべての参加国が、商品やサービスの提供、投資体制、技術移転の自由などにより、地域内貿易と経済の強化に貢献するための貿易と投資の自由化を促進することである。 
そのねらいは、貿易自由化を通じて経済発展と協力を促進することである。 APTAは、APTA事務局として機能するアジア太平洋経済社会委員会すべてのメンバーにオープンとなっている。 

## 加盟国

APTA加盟国

- バングラデシュ（初期メンバー、1975年） [7][8]
- 中国（2001年に加入）
- インド（初期メンバー、1975年）
- 大韓民国（初期メンバー、1975年）
- ラオス人民民主共和国（初期メンバー、1975年）
- スリランカ（初期メンバー、1975年）
- モンゴル（2013年に加入） [9]

## 交渉

### 関税障壁の譲歩
2006年9月1日に発効した第3次関税減免措置は、4,000を超える品目の関税譲歩に繋がった。 
第4次関税減免措置は2007年10月に検討が開始された。2009年10月に第3閣僚理事会により締結される予定であった。二国間貿易の価値の少なくとも20〜25パーセント。また、少なくとも平均50パーセントの関税譲歩を提供することを目指していた。2017年1月、第4次関税減免措置を10,677品目に拡大することに合意し、2018年7月1月より実施された。

### 枠組み協定
第4次交渉において、加盟国は、貿易協力と統合を深めるために、従来の関税譲歩を超えた分野に拡大している。 APTAメンバーは現在、貿易円滑化、サービスの貿易、投資に関する3つの枠組み協定を交渉している。さらに、APTAメンバーは非関税措置に関する情報を交換している。 

## 参考
- アジア太平洋貿易協定データベース（英語版）
- アジア決済同盟（英語版）
- アジア太平洋経済社会委員会
- 自由貿易協定

アジア・太平洋地域における他の貿易協定
- 環太平洋パートナーシップ協定（TPP）
- ASEAN自由貿易地域 （AFTA）
- 南太平洋地域貿易経済協力協定（英語版）（SPARTECA）
- 南アジア自由貿易地域（英語版）（SAFTA）
- 太平洋諸島フォーラム（PICTA）
- 多部門の技術および経済協力のためのベンガル湾イニシアチブ（英語版）（BIMSTEC）
- 独立国家共同地自由貿易協定（英語版）（CISFTA）

## 参照資料
1. ↑  “Trade and Investment Division, UNESCAP”. web.archive.org (2009年8月1日). 2019年9月17日閲覧。
2. ↑  WTO L/4668
3. ↑  “Trade and Investment Division, UNESCAP”. web.archive.org (2009年8月4日). 2019年9月17日閲覧。
4. ↑  WTO WT/COMTD/N/22 Archived January 12, 2012, at the Wayback Machine.
5. ↑  Latifee, E. H., 2016, http://www.textiletoday.com.bd/bangladesh-rmgs-achievements-from-apta/
6. ↑  “Bangladesh RMG’s achievements from APTA” (英語). Textile News, Apparel News, RMG News, Fashion Trends (2016年8月13日). 2019年9月17日閲覧。
7. ↑  “Archived copy”. 2009年8月1日時点のオリジナルよりアーカイブ。2009年7月21日閲覧。
8. ↑  http://www.unescap.org/tid/BAfacts.pdf, APTA Facts
9. ↑  http://www.unescap.org/news/apta-welcomes-mongolia-its-seventh-member, APTA website
10. ↑  “国务院关税税则委员会关于实施《〈亚洲-太平洋贸易协定〉第二修正案》协定税率的通知”. gss.mof.gov.cn. 2019年9月17日閲覧。
11. ↑  “WTO・他協定加盟状況 | バングラデシュ - アジア - 国・地域別に見る - ジェトロ”. www.jetro.go.jp. 2019年9月17日閲覧。